# Jiří Lundák
Jiří Lundák, češki veslač, * 31. avgust 1939, Praga.
Lundák je za Češkoslovaško nastopil na Poletnih olimpijskih igrah 1960 in 1964.
Obakrat je bil član osmerca, ki je obakrat osvojil bronasto medaljo. 